# Схема Горнера
Схе́ма Го́рнера (або правило Горнера, метод Горнера) — алгоритм обчислення значення многочлена, записаного у вигляді суми одночленів, при заданому значенні змінної. Метод Горнера дозволяє знайти корені многочлена, а також обчислити похідні поліному в заданій точці. Схема Горнера також є простим алгоритмом для ділення многочлена на біном у вигляді {\displaystyle x-c}. Метод названо на честь Вільяма Джорджа Горнера.

## Опис алгоритму
Дано многочлен {\displaystyle P(x)}:
{\displaystyle P(x)=a_{0}+a_{1}x+a_{2}x^{2}+a_{3}x^{3}+\ldots +a_{n}x^{n},\quad a_{i}\in \mathbb {R} }.
Нехай потрібно обчислити значення даного многочлена при фіксованому значенні {\displaystyle x=x_{0}}. Представимо многочлен {\displaystyle P(x)} в такому вигляді:
{\displaystyle P(x)=a_{0}+x(a_{1}+x(a_{2}+\cdots x(a_{n-1}+a_{n}x)\dots ))}.
Визначимо таку послідовність:
{\displaystyle b_{n}=a_{n}\,\!}
{\displaystyle b_{n-1}=a_{n-1}+b_{n}x\,\!}
…
{\displaystyle b_{i}=a_{i}+b_{i+1}x\,\!}
…
{\displaystyle b_{0}=a_{0}+b_{1}x\,\!}
Шукане значення {\displaystyle P(x_{0})=b_{0}}. Покажемо, що це правильно.
В отриману форму запису {\displaystyle P(x)} підставимо {\displaystyle x=x_{0}} і будемо обчислювати значення виразу, починаючи з внутрішніх дужок. Для цього будемо замінювати підвирази на {\displaystyle b_{i}}:
{\displaystyle {\begin{aligned}P(x_{0})&=a_{0}+x_{0}(a_{1}+x_{0}(a_{2}+\cdots x_{0}(a_{n-1}+a_{n}x_{0})\dots ))\\&=a_{0}+x_{0}(a_{1}+x_{0}(a_{2}+\cdots x_{0}(b_{n-1})\dots ))\\&{}\ \ \vdots \\&=a_{0}+x_{0}(b_{1})\\&=b_{0}\end{aligned}}}

## Використання схеми Горнера для ділення многочлена на біном
При діленні многочлена {\displaystyle a_{0}x^{n}+a_{1}x^{n-1}+\cdots +a_{n-1}x+a_{n}} на {\displaystyle x-c} отримуємо многочлен {\displaystyle b_{0}x^{n-1}+b_{1}x^{n-2}+\cdots +b_{n-2}x+b_{n-1}} з остачею {\displaystyle b_{n}}.
За такої умови коефіцієнти отриманого многочлена задовольняють рекурентним співвідношенням:
{\displaystyle b_{0}=a_{0}}, {\displaystyle b_{k}=a_{k}+cb_{k-1}}.
Так само можна визначити кратність кореня (використати схему Горнера для нового полінома).
Так само схему можна використовувати для знаходження коефіцієнтів при розкладу поліному по степенях {\displaystyle x-c}:
{\displaystyle P(x)=A_{0}+A_{1}(x-c)+A_{2}(x-c)^{2}+\cdots +A_{n}(x-c)^{n}}

## Приклади реалізації обчислення значення

### C++
```
/*

 * 6

 * 3

 * 1 3 -2 1 -1 1

 *

 * Відповідь: 439

 */

#
 
include
 
<stdlib.h>
 /** EXIT_FAILURE **/

#
 
include
 
<iostream>

using
 
namespace
 
std
;

int
 
main
(
int
 
argc
,
 
char
 
*
argv
[])

{

	
register
 
unsigned
 
int
 
i
;

	
unsigned
 
int
 
n
;

	
cout
 
<<
 
"Введіть кількість елементів: "
;

	
cin
 
>>
 
n
;

	
if
 
(
n
 
<
 
1
 
)

	
{

		
cerr
 
<<
 
"Потрібно хоча б два елементи."
 
<<
 
endl
;

		
return
 
EXIT_FAILURE
;

	
}

	
double
 
*
a
 
=
 
new
 
double
 
[
n
];

	
double
 
*
b
 
=
 
new
 
double
 
[
n
];

	
cout
 
<<
 
"Введіть епсилон: "
;

	
double
 
eps
;
 
cin
 
>>
 
eps
;

	
cout
 
<<
 
"Введіть"
 
<<
 
n
 
<<
 
" вихідний елемент:"
 
<<
 
endl
;

	
for
 
(
 
i
 
=
 
0
;
 
i
 
<
 
n
;
 
i
++
 
)
 
cin
 
>>
 
a
[
i
];

	
cout
 
<<
 
endl
;

	
/* Малюємо верхню рамку */

	
for
 
(
 
i
 
=
 
0
;
 
i
 
<
 
n
;
 
i
++
 
)
 
cout
 
<<
 
"+-------"
;
 
cout
 
<<
 
"+"
 
<<
 
endl
;

	
/* Виводимо вихідні елементи */

	
for
 
(
 
i
 
=
 
0
;
 
i
 
<
 
n
;
 
i
++
 
)
 
cout
 
<<
 
"| "
 
<<
 
a
[
i
]
 
<<
 
"
\t
"
;
 
cout
 
<<
 
"|"
 
<<
 
endl
;

	
/* Знову рамка */

	
for
 
(
 
i
 
=
 
0
;
 
i
 
<
 
n
;
 
i
++
 
)
 
cout
 
<<
 
"+-------"
;
 
cout
 
<<
 
"+"
 
<<
 
endl
;

	
/* За умовою, перший елемент b дорівнює першому елементу a */

	
b
[
0
]
 
=
 
a
[
0
];

	
cout
 
<<
 
"| "
 
<<
 
*
b
 
<<
 
"
\t
"
;

	
for
(
 
i
 
=
 
1
;
 
i
 
<
 
n
;
 
i
++
 
)

	
{

		
b
[
i
]
 
=
 
b
[
i
 
-
 
1
]
 
*
 
eps
;

		
/* В цьому місці b[i] буде дорівнювати значенню, що записується в другий рядок */

		
b
[
i
]
 
+=
 
a
[
i
];

		
cout
 
<<
 
"| "
 
<<
 
b
[
i
]
 
<<
 
"
\t
"
;

	
}

	
cout
 
<<
 
"+"
 
<<
 
endl
;

	
/* І ще одна завершальна рамка */

	
for
 
(
 
i
 
=
 
0
;
 
i
 
<
 
n
;
 
i
++
 
)
 
cout
 
<<
 
"+-------"
;
 
cout
 
<<
 
"+"
 
<<
 
endl
 
<<
 
endl
;

	
cout
 
<<
 
"Відповідь: "
 
<<
 
b
[
n
-1
]
 
<<
 
endl
;

	
delete
 
[]
b
;

	
delete
 
[]
a
;

	
return
 
0
;

}

```